# Tapisseries aux armes Roger de Beaufort, Turenne et Comminges

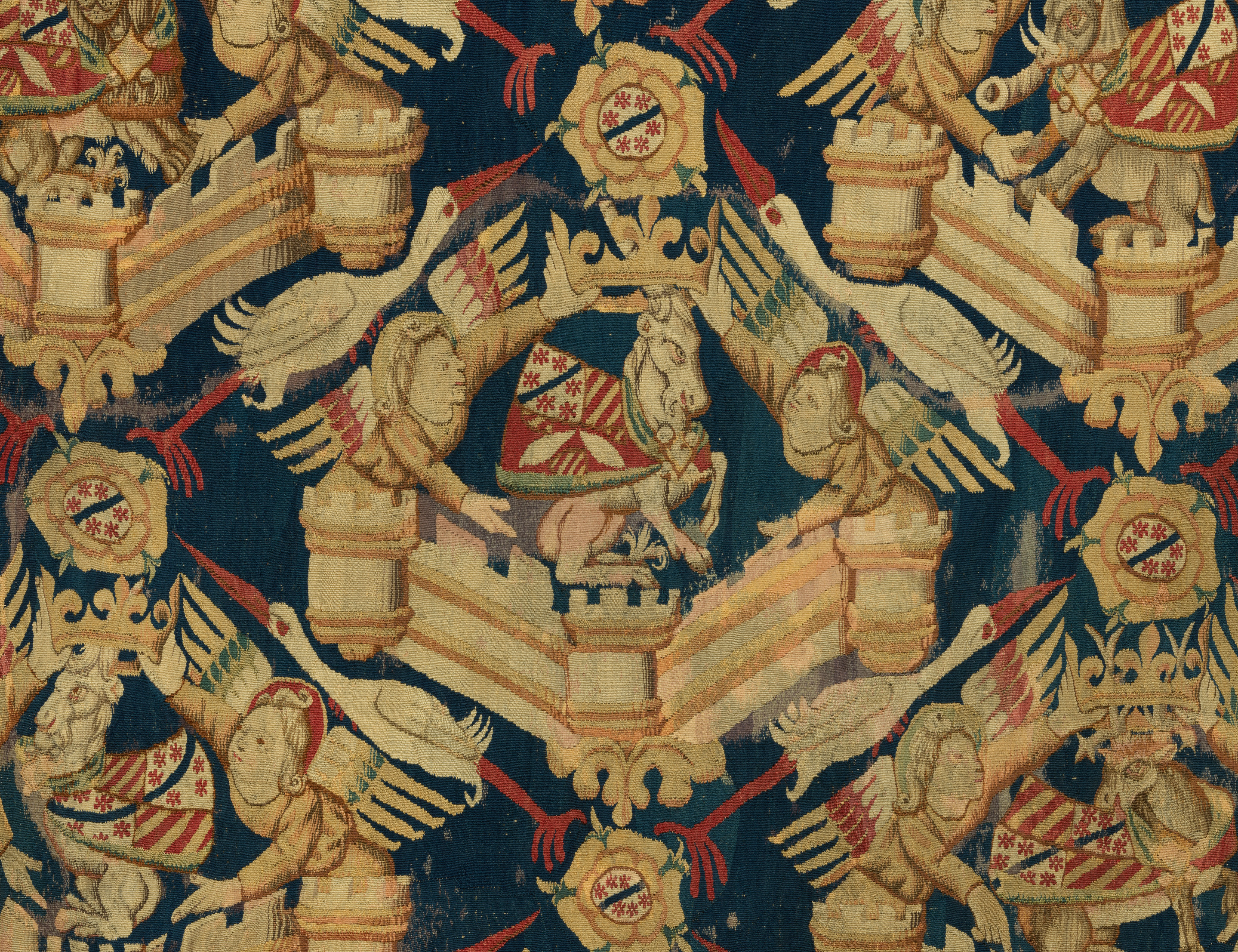
Détail d'un fragment de tapisserie aux armes Beaufort, Turenne et Comminges, conservé au Metropolitan Museum of Art

Les tapisseries aux armes de Beaufort, Turenne et Comminges sont considérées comme le plus ancien ensemble de tapisseries armoriées à avoir été conservé. Cet ensemble a été créé dans la seconde moitié du XIVe siècle pour Guillaume III Roger de Beaufort, vicomte de Turenne et son épouse Aliénor de Comminges, mariés en 1349. De dix à quatorze fragments provenant de cet ensemble sont aujourd'hui dispersés dans diverses collections publiques et privées, notamment le Metropolitan Museum of Art et la Collection Burrell.

## Historique
Cet ensemble est considéré comme le plus ancien ensemble de tapisseries armoriées à avoir été conservé et le seul datant d'avant le XVe siècle,. Il s'agit aussi de l'un des rares exemples de tapisseries du XIVe siècle à avoir été préservés.

## Fragments conservés
| Image | Collection / Localisation                                                                                 | No d'inventaire | Dimensions                | Provenance | Notes | Références |
| ----- | --- | --------------- | ------------------------- | --- | ----- | ---------- |
|       | Metropolitan Museum of Art New York, États-Unis                                                           | 46.175          | 226,1 x 113 cm / 111.8 cm | |       | [ 4 ]      |
|       | Museum of Fine Arts, Boston Boston, Mass., États-Unis                                                     | 26.282          | 98 x 58 cm                | |       | [ 5 ]      |
|       | Rhode Island School of Design / Rhode Island School of Design Museum Providence, Rhode Island, États-Unis | 29.278          | 56,5 x 92,7 cm            | |       | [ 6 ]      |
|       | Burrell Collection Glasgow, Écosse, Royaume-Uni                                                           | 46.50           | 224,5 x 224 cm            | |       | [ 7 ]      |
|       | Burrell Collection Glasgow, Écosse, Royaume-Uni                                                           | 46.51           | 237 x 167 cm              | |       | [ 8 ]      |
|       | Burrell Collection Glasgow, Écosse, Royaume-Uni                                                           | 46.52           | 239 x 140 cm              | |       | [ 9 ]      |
|       | Hunt Museum Limerick, Irlande                                                                             | HCL 017         |                           | |       | [ 10 ]     |
|       | Rijksmuseum Amsterdam, Pays-Bas                                                                           | BK-NM-11702     | 221,5 × 210 cm            | |       | [ 11 ]     |
|       | Localisation actuelle incertaine (2020)                                                                   |                 |                           | Ancienne collection Guennol (dite aussi collection Martin) d'Alastair Bradley Martin (1915-2010) et Edith Park Martin (1917-1989)New York, États-Unis. |       | [ 14 ]     |
|       | Localisation actuelle incertaine (2020)                                                                   |                 |                           | Ancienne collection Thyssen-Bornemisza. |       |            |
|       | |                 |                           | |       |            |